# 大飯郡
- 令制国一覧 > 北陸道 > 若狭国 > 大飯郡
- 日本 > 中部地方 > 福井県 > 大飯郡

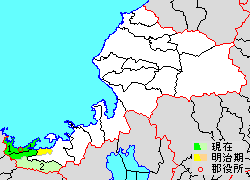
福井県大飯郡の位置（1.高浜町 2.おおい町 黄：明治期 薄緑：後に他郡から編入した区域）

大飯郡（おおいぐん）は、福井県（若狭国）の郡。若西（じゃくせい）とも呼ばれる。
人口16,937人、面積284.59km²、人口密度59.5人/km²。（2025年4月1日、推計人口）
以下の2町を含む。
- 高浜町（たかはまちょう）
- おおい町（おおいちょう）

## 郡域
1878年（明治11年）に行政区画として発足した当時の郡域は、下記の区域にあたる。
- 高浜町の全域
- おおい町の一部（名田庄各町を除く）
- 小浜市の一部（鯉川・岡津・加斗・飯盛・西勢・東勢）

## 歴史
- 天長2年7月10日（825年7月28日） - 若狭国遠敷郡を割いて大飯郡を建てた[1]。当初は「おほいた」と読まれた。この郡名は統治を管轄していた役所「大炊寮」の諸司田に由来すると言われ、大分郡とは由来を異にする。

### 近世以降の沿革
- 明治初年時点で、全域が小浜藩領であった。「旧高旧領取調帳」に記載されている村は以下の通り。（73村）

日置村、青村、上津村、横津海村、関屋村、蒜畠村、六路谷村、高野村、今寺村、小和田村、高屋村、中山村、難波江村、小黒飯村、神野村、神野浦、音海村、上瀬村、日引村、宮尾村、下村、下鎌倉村、上鎌倉村、山中村、下車持村、上車持村、馬居寺村、和田村、岩神村、薗部村、笠原村、子生村、坂田村、立石村、畑村、鐘寄村、中津海村、三松村、高浜村、東勢村、西勢村、飯盛村、本所村、岡津村、鯉川村、長井村、大島村、尾内村、上下村、市場村、下薗村、山田村、芝崎村、岡田村、小堀村、犬見村、野尻村、父子村、万願寺村、広岡村、神崎村、岡安村、笹谷村、鹿野村、小車田村、佐畑村、石山村、福谷村、川関村、安井村、久保村、三森村、川上村
- 明治4年
  - 7月14日（1871年8月29日） - 廃藩置県により小浜県の管轄となる。
  - 11月20日（1871年12月31日） - 第1次府県統合により敦賀県の管轄となる。
- 明治8年（1876年）
  - 8月21日 - 第2次府県統合により滋賀県の管轄となる。
  - 川関村・安井村が合併して安川村となる。（72村）
- 明治12年（1879年）（69村）
  - 5月16日 - 郡区町村編制法の滋賀県での施行により、行政区画としての大飯郡が発足。郡役所を高浜村に設置。
  - 下鎌倉村・上鎌倉村が合併して鎌倉村となる。
  - 上下村・市場村・下薗村が合併して本郷村となる。
- 明治14年（1881年）2月7日 - 福井県の管轄となる。
- 明治15年（1882年） - 三松村が分割して東三松村・西三松村となる。（70村）

### 町村制以降の沿革

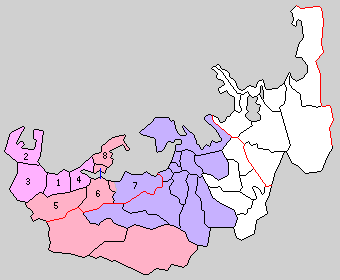
1.高浜村 2.内浦村 3.青郷村 4.和田村 5.佐分利村 6.本郷村 7.加斗村 8.大島村（紫：小浜市 桃：高浜町 赤：おおい町）

- 明治22年（1889年）4月1日 - 町村制の施行により、以下の町村が発足。（8村）
  - 高浜村 ← 中津海村、鐘寄村、畑村、立石村、高浜村[2]、薗部村、岩神村、笠原村、子生村、坂田村（現・高浜町）
  - 内浦村 ← 上瀬村、日引村、宮尾村、下村、鎌倉村、山中村、神野村、神野浦、難波江村、小黒飯村、音海村（現・高浜町）
  - 青郷村 ← 上津村、六路谷村、蒜畠村、今寺村、高野村、中山村、高屋村、小和田村、関屋村、横津海村、青村、日置村、東三松村、西三松村（現・高浜町）
  - 和田村 ← 和田村、馬居寺村、上車持村、下車持村（現・高浜町）
  - 佐分利村 ← 川上村、三森村、久保村、安川村、福谷村、石山村、小車田村、佐畑村、鹿野村、笹谷村、神崎村、岡安村、広岡村、万願寺村（現・おおい町）
  - 本郷村 ← 本郷村、小堀村、岡田村、父子村、野尻村、芝崎村、山田村、尾内村、犬見村（現・おおい町）
  - 加斗村 ← 長井村（現・おおい町）、鯉川村、岡津村、本所村、飯盛村、西勢村、東勢村（現・小浜市）
  - 大島村（単独村制。現・おおい町）
- 明治24年（1891年）4月1日 - 郡制を施行。
- 明治45年（1912年）4月1日 - 高浜村が町制施行して高浜町となる。（1町7村）
- 大正12年（1923年）4月1日 - 郡会が廃止。郡役所は存続。
- 大正15年（1926年）7月1日 - 郡役所が廃止。以降は地域区分名称となる。
- 昭和10年（1935年）時点での当郡の面積は160.30平方km、人口は17,560人（男8,529人・女9,031人）[3]。
- 昭和30年（1955年）
  - 1月10日 - 加斗村の一部（長井）が本郷村に編入。
  - 1月15日 - 佐分利村・本郷村・大島村が合併して大飯町が発足。（2町4村）
  - 2月11日 - 高浜町・青郷村・和田村・内浦村が合併し、改めて高浜町が発足。（2町1村）
  - 2月21日 - 加斗村が小浜市に編入。（2町）
- 平成18年（2006年）3月3日 - 大飯町が遠敷郡名田庄村と合併しておおい町が発足。（2町）

## 行政
滋賀県大飯郡長
| 代 | 氏名     | 就任年月日                 | 退任年月日               | 備考                      |
| -- | -------- | -------------------------- | ------------------------ | ------------------------- |
| 1  | 河村久誠 | 明治12年（1879年）10月27日 | 明治14年（1881年）2月6日 | 郡長心得から 福井県へ移管 |

福井県大飯郡長
| 代 | 氏名       | 就任年月日                 | 退任年月日                 | 備考                   |
| -- | ---------- | -------------------------- | -------------------------- | ---------------------- |
| 1  | 河村久誠   | 明治14年（1881年）2月7日   | 明治17年（1884年）8月18日  | 滋賀県大飯郡長より留任 |
| 2  | 添田良平   | 明治17年（1884年）8月21日  | 明治19年（1886年）4月28日  |                        |
| 3  | 遠藤政敏   | 明治19年（1886年）4月28日  | 明治24年（1891年）6月22日  |                        |
| 4  | 和田五郎   | 明治24年（1891年）6月22日  | 明治25年（1892年）9月30日  |                        |
| 5  | 萩原縫     | 明治25年（1892年）10月1日  | 明治26年（1893年）3月4日   |                        |
| 6  | 村野達雄   | 明治26年（1893年）3月4日   | 明治29年（1896年）4月17日  | 在任中に死去           |
| 7  | 加藤厚寛   | 明治29年（1896年）5月18日  | 明治31年（1898年）9月1日   |                        |
| 8  | 山下中二   | 明治31年（1898年）9月1日   | 明治33年（1900年）8月2日   |                        |
| 9  | 清水永三   | 明治33年（1900年）8月2日   | 明治34年（1901年）8月24日  |                        |
| 10 | 土持兼白   | 明治34年（1901年）8月24日  | 明治35年（1902年）5月19日  |                        |
| 11 | 大山重     | 明治35年（1902年）5月19日  | 明治37年（1904年）12月23日 |                        |
| 12 | 三国貞五郎 | 明治37年（1904年）12月23日 | 明治40年（1907年）12月10日 |                        |
| 13 | 木下参一   | 明治40年（1907年）12月10日 | 明治42年（1909年）10月14日 |                        |
| 14 | 岡部直温   | 明治42年（1909年）10月14日 | 大正2年（1913年）7月7日    |                        |
| 15 | 色川圀城   | 大正2年（1913年）7月7日    | 大正3年（1914年）8月21日   |                        |
| 16 | 蒲八郎     | 大正3年（1914年）8月21日   | 大正6年（1917年）3月15日   |                        |
| 17 | 遠藤所六   | 大正6年（1917年）3月15日   | 大正7年（1918年）12月28日  |                        |
| 18 | 古村貢三郎 | 大正7年（1918年）12月28日  | 大正9年（1920年）4月30日   |                        |
| 19 | 真目善平   | 大正9年（1920年）4月21日   | 大正10年（1921年）3月11日  |                        |
| 20 | 福山正隆   | 大正10年（1921年）3月11日  | 大正11年（1922年）5月11日  |                        |
| 21 | 木村米次郎 | 大正11年（1922年）5月11日  | 大正12年（1923年）2月19日  |                        |
| 22 | 岡本斧次郎 | 大正12年（1923年）2月19日  | 大正13年（1924年）12月17日 |                        |
| 23 | 田井正親   | 大正13年（1924年）12月17日 | 大正15年（1926年）6月30日  | 郡役所廃止により、廃官 |